# Laura Van den Bruel
Laura Van den Bruel, född 19 januari 1995 i Morkhoven, är en belgisk sångerska, mer känd under namnen Iris och Airis.

## Karriär

### Tidiga åren
Hon både sjöng och dansade som barn och var med i skolkören. Hon gjorde ett par sångframträdanden innan hon blev upptäckt år 2010 då hon deltog i en talangtävling organiserad av tidningen Joepie och skivbolaget Sonic Angel. Efter det fick hon ett skivkontrakt och släppte sin debutsingel "Wonderful". Första gången hon framträdde i nationell TV var då hon framförde låtarna "Safety Net" och "Would You?" i den belgiska uttagningen till Eurovision Song Contest 2012.
Den 26 april 2012 släppte hon sitt debutalbum Seventeen.

### Eurovision Song Contest 2012
Den 18 november 2011 valdes hon internt av det belgiska TV-bolaget VRT (Vlaamse Radio- en Televisieomroep) att representera Belgien i Eurovision Song Contest 2012, som hålls i Azerbajdzjans huvudstad Baku den 22, 24 och 26 maj 2012.  Hon framförde låten "Would You?". Hon deltog i den första semifinalen den 22 maj. Hon lyckades dock inte ta sig vidare till finalen.
Hon är den näst yngsta belgiska representanten i Eurovision Song Contest någonsin efter den då trettonåriga Sandra Kim som representerade landet vid Eurovision Song Contest 1986 med låten "J'aime la vie" och vann hela tävlingen.

## Diskografi

### Album
- 2012 – Seventeen

### Singlar
- 2011 – Wonderful
- 2012 – Would You?